# Exocentrus ivorensis
Exocentrus ivorensis là một loài bọ cánh cứng trong họ Cerambycidae.